# Lazarus (The X-Files)
«Lazarus» es el decimoquinto episodio de la primera temporada de la serie de televisión de ciencia ficción estadounidense The X-Files. Se estrenó en la cadena Fox el 4 de febrero de 1994. Fue escrito por Alex Gansa y Howard Gordon, dirigido por David Nutter, y contó con apariciones especiales de Cec Verrell y Christopher Allport. El episodio es una historia del «monstruo de la semana», desconectada de la mitología más amplia de la serie. «Lazarus» obtuvo una calificación Nielsen de 7,6, siendo visto por 7,2 millones de hogares en su emisión inicial; y recibió opiniones mixtas de los críticos.
El programa se centra en los agentes especiales el FBI Fox Mulder (David Duchovny) y Dana Scully (Gillian Anderson) que trabajan en casos vinculados a lo paranormal, llamado expedientes X. Después de que un antiguo compañero de Scully es herido en un robo a un banco, Scully y Mulder llegan a creer que el hombre herido fue poseído por el espíritu del ladrón de bancos muerto.
En la trama original del episodio, el ladrón de bancos debía haber saltado al cuerpo de Mulder. Sin embargo, en ese momento existía la creencia de que ni Scully ni Mulder debían experimentar directamente tales fenómenos. Después de que Fox y el estudio discutieran en contra de la idea de usar a Mulder de esa manera, los productores acordaron hacer el cambio. La escena inicial del robo a un banco se filmó en un lugar de Vancouver, donde la actuación de Jason Schombing llevó a algunas personas a creer que el robo era real.

## Argumento
Dana Scully ayuda a un compañero agente del FBI, Jack Willis, a perseguir a los violentos ladrones de bancos Warren Dupre y Lula Phillips. Tras una pista anónima, los dos agentes acorralan a Dupre durante un intento de robo. Dupre dispara a Willis con una escopeta, pero él mismo es disparado por Scully. Dupre muere, pero Willis finalmente revive; sin embargo, se ve el cadáver de Dupre reaccionando a las sacudidas de los desfibriladores usados en Willis.
Willis se despierta unos días después, pero ahora tiene una personalidad más siniestra. Encuentra el cuerpo de Dupre y se corta los dedos para recuperar un anillo de bodas antes de huir del hospital. Scully le explica a Fox Mulder que Willis ha estado obsesionado con el caso Dupre-Phillips durante el año pasado y admite haber salido con Willis mientras él era su instructor en la Academia del FBI.
Se descubre que se usaron tijeras para zurdos para cortar los dedos de Dupre, a pesar del hecho de que Willis es diestro, lo que lleva a Mulder a creer que el cuerpo de Willis está habitado por la conciencia de Dupre. Los agentes visitan a un profesor de medicina de la Universidad de Maryland que teoriza que durante las experiencias cercanas a la muerte, puede ocurrir una liberación de energía que podría cambiar radicalmente la personalidad de alguien. Señala que quienes tuvieron tales experiencias a menudo no pueden usar relojes, ya que debido al nivel de energía que recorre su cuerpo, los relojes no pueden funcionar.
Willis, que encuentra el tatuaje de Dupre en su brazo, se enfrenta al hermano de Lula, Tommy, y lo mata, creyendo que lo vendió al FBI y causó su «muerte». Cuando Mulder y Scully investigan al día siguiente, llega Willis. Pasa los exámenes que le da Scully, pero cuando Mulder le pide que firme una tarjeta de cumpleaños falsa para Scully, cuyo cumpleaños faltan meses, él la firma. Scully se muestra escéptica ante las afirmaciones de Mulder de que Dupre está en el cuerpo de Willis, creyendo que está bajo estrés debido a su experiencia cercana a la muerte.
Cuando un propietario llama al FBI para avisarles sobre la ubicación de Phillips, Scully y Willis se mudan para capturarla. Sin embargo, cuando Scully acorrala a Phillips, Willis sostiene a Scully a punta de pistola y la obliga a esposarse. Scully es llevada a la casa de Phillips, donde la golpean y la esposan a un radiador. Willis luego convence con éxito a Phillips de que en realidad es Dupre. Willis llama a Mulder para decirle que él y Phillips retienen a Scully como rehén, dejando a Mulder frustrado y enojado.
Después de ver a Willis/Dupre consumir una gran cantidad de refrescos, Scully revela que Willis es diabético y necesitará insulina para sobrevivir. Phillips y Willis/Dupre roban una farmacia para obtener la insulina necesaria. Sin embargo, Phillips se niega a permitir que Willis/Dupre lo use, revelando que fue ella quien lo traicionó, habiendo huido de la escena la noche del fallido robo del banco. Phillips llama a Mulder, exigiendo un rescate de 1 millón de dólares por Scully. Al percatarse en el audio de un avión cercano, Mulder y su grupo de trabajo pueden rastrear su ubicación general, y un policía disfrazado que va de puerta en puerta ve a Phillips.
Willis/Dupre finge su muerte, y cuando Phillips deja caer su anillo de bodas sobre él, agarra su arma y la mata. Muere segundos después por falta de insulina. Mulder, que acaba de llegar a la escena, libera a Scully. Más tarde, Scully recupera las pertenencias de Willis de la morgue, incluido un reloj que le dio por su trigésimo quinto cumpleaños. El reloj se detuvo a las 6:47, el momento en que Willis murió después del tiroteo en el banco.

## Producción
En la trama original del episodio, Dupre debía haber saltado al cuerpo de Mulder. Sin embargo, existía la creencia en ese momento de que ni Scully ni Mulder debían experimentar directamente tales fenómenos; Fox y el estudio argumentaron en contra de la idea de usar a Mulder de esa manera. Con más que un poco de desgana, los productores acordaron realizar el cambio. Como recordó más tarde el escritor Howard Gordon, «Queríamos que Mulder experimentara el cambio de alma». Sin embargo, al final se cambió la postura de Fox; más notablemente, en el episodio de la sexta temporada de dos partes, «Dreamland», cuando la conciencia de Mulder se intercambia con el agente del gobierno Morris Fletcher. Gordon finalmente llegó a creer que la decisión final era casi con certeza lo mejor y vio el beneficio de presentar al exnovio de Scully, ya que le brindaba una buena oportunidad para profundizar en su historia.
La escena inicial del robo a un banco se filmó en Vancouver, donde la actuación de Jason Schombing llevó a algunos clientes a creer que el robo era real. Las tomas interiores ambientadas en el sótano de Dupre se filmaron en un edificio de apartamentos revestido de asbesto, donde se requería un traductor para interactuar con los inquilinos en su mayoría asiáticos. Este episodio presenta la primera de varias ocasiones en las que Scully es secuestrada. Su cumpleaños, el 23 de febrero, se revela por primera vez en este episodio, aunque el año de su nacimiento, 1964, no se establecería hasta el episodio de la segunda temporada «One Breath».

## Recepción
«Lazarus» se estrenó en la cadena Fox el 4 de febrero de 1994. El episodio obtuvo una calificación Nielsen de 7,6, con una participación de 12 y fue visto por 7,2 millones de hogares, lo que significa que aproximadamente el 7,2 por ciento de todos los hogares equipados con televisión, y el 12 por ciento de los hogares que miran televisión, sintonizaron el episodio.
El creador de la serie, Chris Carter, estaba muy satisfecho con el episodio y afirmó que era «un episodio muy bueno y bien interpretado. Me gusta porque en realidad me pareció demasiado real. Se reprodujo menos como un programa de ciencia ficción paranormal que como si o no podía suceder algo realmente. Todo el elenco fue maravilloso. En general, fue un episodio terrorífico». En una retrospectiva de la primera temporada de Entertainment Weekly, «Lazarus» recibió una calificación de C+, siendo descrita como «tan emocionante como el gusto de Scully por los hombres (no demasiado)». El reparto secundario del episodio, sin embargo, fue descrito como «sólido». Zack Handlen, escribiendo para The A.V. Club, calificó el episodio con una B-, y encontró que «no tenía una resonancia temática real». Encontró que el episodio dejó su premisa «en gran parte sin explorar», y se habría beneficiado de un enfoque más fuerte en la relación entre los personajes de Willis y Dupre. Matt Haigh, escribiendo para Den of Geek, criticó el episodio negativamente, sintiendo que «no fue mucho», y que «se parece más a un episodio de Diagnosis: Murder que a cualquier otra cosa». Sin embargo, la exploración de la historia del personaje de Scully se citó como un aspecto positivo del episodio. Anna Johns, que escribe para TV Squad, fue crítica con «Lazarus», afirmando que su escena de apertura fue «la única parte buena» del episodio.